# 李华生
李华生（1912年10月—2000年7月13日），男，四川酆都人，中华人民共和国政治人物，曾任河北省政协副主席，天津市人大常委会副主任。